# Liste der Kulturdenkmäler in Obersülzen
In der Liste der Kulturdenkmäler in Obersülzen sind alle Kulturdenkmäler der rheinland-pfälzischen Ortsgemeinde Obersülzen aufgeführt. Grundlage ist die Denkmalliste des Landes Rheinland-Pfalz (Stand: 19. Dezember 2024).

## Einzeldenkmäler
| Bezeichnung                  | Lage                                     | Baujahr                                   | Beschreibung | Bild                           |
| ---------------------------- | ---------------------------------------- | ----------------------------------------- | --- | ------------------------------ |
| Protestantische Pfarrkirche  | An der Kirche 3 Lage                     | erste Hälfte des 13. Jahrhunderts         | barocker Saalbau 1766, romanischer Bruchsteinturm, wohl aus der ersten Hälfte des 13. Jahrhunderts | weitere Bilder Fotos hochladen |
| Kriegerdenkmal und Grabmäler | An der Kirche, bei Nr. 3 Lage            | zweite Hälfte des 19. und 20. Jahrhundert | auf dem ehemaligen Friedhof: - Kriegerdenkmal 1914/18, reliefierter Obelisk, um 1939; - Grabmäler: Ph. Klingel († 1882), abgebrochene Säule; E. Schmidt († 1887), spätklassizistische Ädikula; N. Järgens († 1882), neugotisches Kruzifix; Familie Järgens (ab 1914), Ädikula; Familien Laise und Stauffer (ab 1887), Neurenaissance; Familie Fruth (ab 1909), Galvanoplastik                                                                               | BW                             |
| Keller                       | An der Kirche, bei Nr. 3 Lage            | vor 1837                                  | im ansteigenden Gelände: Keller, vor 1837 | BW                             |
| Brunnen                      | Hauptstraße, zwischen Nr. 17 und 21 Lage | 19. Jahrhundert                           | Pumpbrunnen, Sandsteintrog, eiserner Pumpenstock, 19. Jahrhundert | BW                             |
| Hofanlage                    | Hauptstraße 24 Lage                      | 18. Jahrhundert                           | eingeschossiger barocker Torhausbau mit Mansarddach, 18. Jahrhundert, Stall bezeichnet 1782 | BW                             |
| Hofanlage                    | Hauptstraße 33 Lage                      | 1714/15                                   | spätbarocker Dreiseithof; Wohnhaus, teilweise Fachwerk, 1714/15 (datiert), Scheune mit Eiskeller 1815 | Fotos hochladen                |
| Spolie                       | Hauptstraße, bei Nr. 36 Lage             | 1614                                      | an der Scheune: ehemaliger Portalsturz, bezeichnet 1614 | BW                             |
| Pforte                       | Hauptstraße, an Nr. 42 Lage              | 1584                                      | Pforte, bezeichnet 1584; Keller | BW                             |
| Mennonitenkirche             | Hauptstraße 43 Lage                      | 1865/66                                   | kastenförmiger spätklassizistischer Saalbau, 1865/66; straßenbildprägend | weitere Bilder Fotos hochladen |
| Hofgut Stauffer              | Hauptstraße 52 Lage                      | Mitte des 19. Jahrhunderts                | ehemaliges Hofgut Stauffer; straßenbildprägender Vierseithof, Mitte des 19. Jahrhunderts, Erweiterung in der zweiten Hälfte des 19. Jahrhunderts; zweieinhalbgeschossiger klassizistischer Putzbau, bezeichnet 1847; zwei- und dreischiffige Stallungen 1844 mit Portal bezeichnet 1771 (Spolie), 1910 umgebaute Wirtschaftsbauten; Bruchsteinscheune bezeichnet [17]82 (?), rückwärtig Pforte bezeichnet 1582 (Spolie); Renaissancebrunnen bezeichnet 1595 | Fotos hochladen                |
| Hofanlage                    | Hauptstraße 56 Lage                      | 19. Jahrhundert                           | Hofanlage, 19. Jahrhundert; spätklassizistischer Torhausbau, bezeichnet 1851, Wirtschaftsbauten 1887; straßenbildprägend | BW                             |
| Rat-, Schul- und Wachhaus    | Hauptstraße 66 Lage                      | 1828/29                                   | Rat-, Schul- und Wachhaus; repräsentativer eingeschossiger klassizistischer Putzbau, 1828/29, Architekt Möller, Frankenthal, Mansarddach 1909 | BW                             |
| Wegekreuz                    | Karlbacher Weg, bei Nr. 10a Lage         | 1730                                      | aufwändiges Schaftkreuz mit angearbeitetem Korpus, bezeichnet 1730 | BW                             |